# Брюс, Роберт, 1-й лорд Аннандейл
Ро́берт де Брюс (англ. Robert de Brus; умер 11 мая 1142) — феодальный барон Кливленда (Скелтона) и Хартнесса, 1-й лорд Аннандейл с 1124 года. Он был членом семьи, представители которой были вассалами герцогов Нормандии и имели владения на оконечности полуострова Котантен (Западная Нормандия). После того как королём Англии стал Генрих I, Роберт получил обширные владения в Йоркшире и Хартнессе, став одним из ведущих баронов в регионе. Позже благодаря дружбе с будущим королём Шотландии Давидом I получил Аннандейл в Юго-Западной Шотландии, став после восшествия того на престол бароном и в Англии, и в Шотландии.
После смерти Генриха I Роберт признал королём Стефана Блуаского. Когда же Шотландская армия, которую возглавлял Давид I, вторглась в Северную Англию, Брюс был вынужден отказаться от ленной присяги шотландскому королю, после чего в составе английской армии сражался в Битве штандартов, в которой шотландцы потерпели поражение. Хотя позже он примирился с Давидом I, но Аннандейл был передан его младшему сыну, Роберту II. Большую же часть английских владений унаследовал старший сын Роберта, Адам I.
Роберт стал основателем дворянского рода Брюсов; его потомком был король Шотландии Роберт I Брюс.

## Происхождение и ранняя карьера

### Происхождение
Исследователи, изучавшие историю рода Брюсов, представители которой в XIV веке стали королями Шотландии, пытались проследить его происхождение, опираясь на родовое прозвание. Родоначальником династии назывался норвежец Бруси (что на древненорвежском означает «козёл»), сын оркнейского ярла Сигурда и брат ярла Эйнара, который якобы сопровождал Роллона в завоевании Нормандии, построив замок в епархии Кутанса, а позже вернулся на Оркнейские острова, где сам стал ярлом и умер в 1031 году. Однако данная генеалогия в настоящее время отвергнута, ибо название рода, Брюс, скорее всего, происходит от названия замка Брикс, развалины которого находились между Шербуром и Валонью.
В позднесредневековых списках участников битвы при Гастингсе, которые приводил, в частности, Джон Леланд в «Collectanea», упоминается Роберт де Брюс, которого историки XIX века считали родоначальником династии. Однако автор статьи в «Оксфордской биографической энциклопедии» считает известия Леланда ненадёжными, а настоящим основателем династии Брюсов — Роберта I Брюса. Исследователи полагают, что братьями Роберта были Уильям де Брюс, который стал первым настоятелем основанного Робертом I монастыря Гисборо, и Питер I де Брюс.
Историк Клод Питуа установил, что Роберт I был членом семьи, представители которой были вассалами герцогов Нормандии и имели владения на оконечности полуострова Котантен (Западная Нормандия) к югу от Шербура, где располагался замок Брикс и одноимённый лес. Большая часть владений здесь принадлежала герцогу, в том числе и лес. Первоначально замок Брикс также принадлежал герцогу и был построен для защиты важного перекрёстка дорог, которые вели к побережью и портам Ла-Манша. Поздняя традиция указывает, что замком владел Адам де Брюс, которому приписывается и основание в начале XII века как церкви в Бриксе, так и монастыря Ла-Люмьер. Вероятно, что именно этот Адам был основателем рода Брюсов, которому был передан замок Брикс и окружающие его владения. Исследователи считают, что он ответственен за постройку здесь на месте первоначального деревянного замка каменного, руины которого до сих пор сохранились. При этом в Бриксе ещё в конце XII века находилась резиденция герцогов Нормандии, где по дороге из портов Ла-Манша ночевали короли Ричард I Львиное Сердце и Иоанн Безземельный.
История рода до 1100 года практически неизвестна. По мнению историка Рут Блейкли, все истории об участии Брюсов в нормандском завоевании Англии связаны с тем, что источники путают Брюсов с родом Браозов. Только в XII веке начинают встречаться документальные упоминания о представителях рода в Нормандии, один из которых, Ричард де Брикс, был епископом Кутанса. Некоторые члены рода владели землями в отдалённых частях Котантена. Хотя доказательства участия Роберта I Брюса и его потомков в нормандских делах рода скудны, но, судя по сохранившимся документам, Роберт происходил из старшей ветви рода. Клод Питуа считает, что Роберт I и Брюсы из Скелтона (потомки его старшего сына Адама I) продолжали оставаться сюзеренами Брикса, который Роберт I передал своему родственнику Уильяму. Однако к концу XII века интерес Брюсов к их нормандским владениям угас.

### Молодые годы
По словам Ордерика Виталия, после того как будущий король Англии Генрих I в бытность графом Котантена в 1096 году получил в управление Нормандию, когда его брат Роберт Куртгёз отправился в Первый крестовый поход, он «умело склонил многих дворян своего отца к поддержке своего дела». Роберт де Ториньи указывает, что тот получал поддержку своих вассалов в Котантене на протяжении всей борьбы против братьев. Хотя конкретно называются самые влиятельные сторонники, вроде Гуго д’Авранша и Ричарда де Ревьера, но Ордерик полагает, что баронов было гораздо больше. Историк Джон Гораций Раунд первым отметил, что Генрих I, став королём, наделил в Англии владениями представителей тех семейств, которых знал ещё по Котантену. Хотя Раунд перечислил всего несколько семейств, но с тех пор найдено много доказательств того, что среди министров Генриха I появилось немало выходцев из Западной Нормандии и Бретани. Одним из таких выходцев из Котантена был, вероятно, Роберт де Брюс.
Роберт, вероятно, прибыл в Англию около 1100 года в числе прочих последователей Генриха I, захватившего в августе 1100 года английскую корону. Скорее всего, он поддерживал захват новым английским королём Нормандии. Раньше считалось, что первые английские владения Брюс получил после победы Генриха I в битве при Теншбре, однако, согласно современным исследованиям, основные пожалования ему были сделаны до 1103 года, когда он получил бо́льшую часть поместий, составивших ядро его баронии в Йоркшире. В последующие 15 лет Роберт расширил свои владения за счёт земель на северо-востоке Англии и, возможно, юго-западе Шотландии. Быстрый рост его земельного могущества исследователи объясняют тем, что он, вероятно, был достаточно способным человеком. Как отмечает историк Рут Блейкли, полученные Брюсом владения были, скорее всего, не наградой за прошлую лояльность; он получил ответственность за обеспечение мира в регионе, обстановка в котором была достаточно напряжённой.
Существуют свидетельства того, что одним из покровителей Роберта, благодаря которому тот выдвинулся, мог быть Гуго д’Авранш, 1-й граф Честер. Гуго внёс достаточно весомый вклад в нормандское завоевание Англии, а в бытность Генриха I графом Котантена был одним из самых доверенных его советников, сохранив это место и после восшествия Генриха на английский престол. Среди поместий, которыми граф Честер владел в Англии, было и несколько в Кливленде, в основном на восточном побережье к северу от Уитби и на южном берегу устья Тиса, где он мог оборонять страну от вторжений из Шотландии и Скандинавии. К 1086 году треть поместий находились под контролем Уильяма I де Перси. Из оставшихся 2/3 имений около половины незадолго до смерти графа Честера в 1101 году были переданы Роберту де Брюсу. Оставшаяся часть в итоге была после смерти графа распределена между Перси и Брюсом. Доля последнего в основном состояла из поместий в устье реки Тис, где сейчас располагается город Мидлсбро; несколько поместий располагалось на побережье в районе Лофтуса. Хотя возможно, что владения от графа Честера Роберт получил уже после того, как Генрих I стал королём (возможно, в сочетании с пожалованием от самого короля), но вполне вероятно, что он был связан с семьёй графа и до 1100 года. В картулярии Уитби есть запись о дарении графа Гуго, датированная 1086/1088 годом, одним из свидетелей которого указан Роберт де Брюс. Хотя есть сомнения в подлинности записи, которая, по мнению исследователей, была добавлена в картулярии позже, но вполне возможно, что юные годы Роберт провёл в семье Авраншей. Граф Честер же вполне мог рекомендовать Брюса Генриху I для помощи в стабилизации ситуации в Кливленде, особенно если тот уже получил там владения ранее.

## Английский барон

### Формирование владений Брюса
Несмотря на постройку во время правления Вильгельма II Рыжего нескольких замков в стратегически важных местах и подавления в 1095 году восстания графа Нортумбрии Роберта де Мобрея, в результате которого графство было упразднено, а на его территории было создано несколько бароний, королевской власти в регионе не хватало устойчивости. Став королём, Генрих I постарался обеспечить контроль на крайнем севере Англии. Продолжив политику своего предшественника, он передал там земли своим доверенным сторонникам, в первую очередь виконту Байё Ранульфу ле Мешену, ставшему бароном Карлайла. Хотя крайний север его королевства оставался за пределами административного контроля, в начале своего правления Генрих I был больше обеспокоен другими проблемами — ему нужно было утвердить свою власть на юге страны и в Нормандии. В Северной Англии его в первую очередь беспокоила безопасность тех областей, которые уже находились под контролем нормандцев. В их числе был и Йоркшир. Вильгельм II в своё время в полной мере воспользовался восстанием знати, чтобы конфисковать поместья восставших баронов, передав их своим доверенным лицам. Эту политику продолжил и Генрих I. Одним из первых, кто извлёк из неё выгоду, оказался Роберт I Брюс.
В отличие от Камбрии и Нортумберленда, Йоркшир был достаточно хорошо интегрирован в административную систему королевства. Однако, по имеющимся данным, район Кливленда на севере Йоркшира в начале правления Генриха I находился вне его контроля, хотя юридически и считался принадлежавшим короне. Королевской администрации подчинялись только северная и восточная части Кливленда вдоль побережья и в устье реки Тис, где земли были переданы могущественным главным арендаторам вроде Гуго д’Авранша, графа Честера, и Роберта, графа Мортена. Хотя Вильгельм II создал здесь несколько новых арендаторов (в частности, владения здесь имел Ги I де Баллиол), но в начале правления Генриха I значительная часть земель Кливленда так и не была распределена. Фактически на расположенные дальше к северу области королевская власть не распространялась. К северу от Кливленда располагались владения, подконтрольные епископу Дарема, верному короне, но обладавшему собственной администрацией, а дальше лежали земли, в которых были владения местных «лордов», лояльность которых в значительной мере зависела от мира с Шотландским королевством. В результате Кливленд был важным плацдармом, контролируя который нормандские короли могли распространить свою власть дальше на север.
В течение первых двух-трёх лет своего правления Генрих I передал своим сторонникам земли, которые он конфисковал у баронов, поддержавших в 1101 году его брата Роберта Куртгёза. Большая часть владений досталась арендаторам, которые уже владели землями в Йоркшире. При этом многие «новые люди» Генриха I в основном получили свои владения не раньше 1106—1107 годов, но Роберт Брюс получил земли в Кливленде, а также ряд поместий в других частях Йоркшира не позже 1103 года. Согласно сохранившимся документам, это пожалование включало 24 запашки в Северном и Восточном райдингах, которые были обменяны на сопоставимые владения в Западном райдинге, в манорах Ригтон и Коллингем. Судя по формулировке пожалования, к этому времени Роберт уже владел другими поместьями; историк Рут Блейкли предположила, что целью нового пожалования была консолидация владений Брюса. В числе полученных им поместий были земли в Верхнем Эскдейле, конфискованные у шерифа Йоркшира Гуго Фиц-Балдрика во время правления Вильгельма II Рыжего. Блейкли считает, что именно здесь располагалась первая главная резиденция Роберта; позже он перенёс её в более удобный замок Скелтон, когда тот оказался в его руках.
Информацию о начальных владениях Роберта Брюса представляет «Книга Страшного суда». Во время первоначального обследования в 1086 году соответствующий раздел в Йоркшире был оставлен пустым. Между 1114 и 1128 годами в неё был добавлен список поместий под заголовком «Фьефы Роберта де Брюса». Обзор поместий по структуре аналогичен тому, который был создан в 1086 году. Запись о Брюсе во многом уникальна, ибо является единственным примером крупного дополнения к средневековой рукописи. Состав записи, по мнению Рут Блейкли, подтверждает предположение о том, что основную часть пожалований Роберт получил до 1103 года, поскольку поместья, полученные им в 1103 году на обмен, располагаются отдельно в конце записи.
Пожалованные королём Роберту Брюсу земли составили одно из значительных феодальных владений в Йоркшире, позже получившее название баронии Скелтон. Согласно «Книге Страшного суда», изначально в её состав вошли 80 поместий, которые в основном были сосредоточены в уэпентейке Кларо, позже Брюс получил ещё 30 поместий около Скелтона, ранее принадлежавших графу Мортену. Около 1119 года его владения были расширены к северу от реки Тис за счёт пожалования поместий в Харте и Хартнессе (графство Дарем). Переданный Роберту Скелтон, ставший центром баронии, стал одним из укреплений, с помощью которых нормандские короли Англии установили контроль над Северной Англией.
Высокий статус Роберта в Северной Англии в этот период подтверждается двумя королевскими хартиями, датированными временем около 1103 и около 1105 года соответственно, где его имя присутствует на первом месте среди свидетелей. Историк Пол Далтон называет Роберта Брюса и другого свидетеля этих хартий, Найджела д’Обиньи, «пионерами» новых людей Генриха I, связывая Брюса и Обиньи, который хотя в это время и был безземельным рыцарем, но вскоре стал главным королевским агентом в Северной Англии. Однако с Далтоном не согласна Рут Блейкли, которая указывает, что в отличие от Найджела, брат которого, Уильям, был королевским дворецким, Брюс не имел каких-то связей при королевском дворе. Обиньи по сути был администратором, а доказательств того, что Роберт выполнял какие-то административные или судебные функции, не существует. Хотя он в первый период правления Генриха I, несомненно, достаточно бывал при дворе, засвидетельствовав несколько королевских хартий, в основном связанных с Йоркширом, он не был одним из «государственных служащих», которых король отправлял в отдалённые регионы королевства. Блейкли считает, что Брюс стал одним из доверенных баронов Генриха I из-за принадлежности к известной ему семье вассалов герцогов Нормандии.
Первоначальное феодальное владение Роберта состояло из немногочисленных разрозненных владений в Йоркшире. Однако после совершённого в 1103 году обмена в его руках оказались достаточно компактно расположенные поместья в Северном райдинге. Основной базой власти Роберта стал Кливленд, где и располагалась его первоначальная главная резиденция. Кроме тех поместий, которые Брюс держал в качестве арендатора графа Честера и подаренных ему королём, в его руках оказалась ещё одна группа поместий в Лангбаурге — почти все ранее принадлежавшие Роберту, графу Мортену, поместья в уэпентейке Лангбаург. Как и поместья, которые Роберт держал от графа Честера, эти владения не были включены в список его земель в «Книге Страшного суда», но здесь Брюс был главным арендатором (то есть держал поместья непосредственно от короля). Точно не установлено, каким образом Роберт мог получить эти земли. После конфискации земель у графа Роберта в 1088 году или у его сына Уильяма в 1106 году владения были поделены между Ричардом де Сурдевалем и Найджелом Фоссардом. По предположению Рут Блейкли, поместья, которыми владел Ричард де Сурдеваль, могли перейти к Роберту де Брюсу посредством брака, поскольку именно таким образом унаследовал владения в Лангбаурге Ральф Пейнел. В результате этих приобретений власть Брюса в Северном райдинге Йоркшира укрепилась.
Несмотря на присутствие в регионе других влиятельных семей, около 1120 года Роберт стал доминирующим бароном в Кливленде: в уэпентейке Лангбаург у него было поместий больше, чем у остальных четырёх главных арендаторов вместе взятых. Под контролем Брюса оказался южный берег реки Тис от Хорнби до моря, в результате чего он вместе с Перси из Топклифа удерживал бо́льшую часть береговой линии от устья Тиса до бухты Рансуик. На суше под его контролем находился не только Эскдейл, который давал ему власть над большей частью северного склона Кливлендских холмов, но и большинство поместий, которые лежали между холмами и долиной Тиса.
Следующим шагом английского короля стало расширение власти нового главного арендатора, которому он доверял, на земли, которые располагались к северу от Тиса — в район Хартнесса. В результате этого шага Брюс оказался ответственным за защиту всего устья Тиса, а также расположенного к северу от него участка побережья, включая земли, где позже был основан Хартлпул. Хартнесс располагался на территории уэпентейка Садберж — уцелевшего остатка расформированного графства Нортумбрия, который был форпостом королевской юрисдикции, окружённым владениями епископов Дарема. Позже у потомков Брюса возникли проблемы с управлением этими землями, поскольку они были включены в состав администрации епископов Дарема. Эти земли гораздо меньше, чем Йоркшир, пострадали в первые годы господства нормандских королей как от восстаний графов Нортумбрии, так и от вторжения шотландцев, продолжавшихся во время правления Вильгельма II Рыжего. Регион был практически не затронут нормандской администрацией. До 1100 года к северу от Тиса было создано несколько бароний, поэтому передача Хартнесса Роберту была связана с действиями Генриха I по расширению своей власти в Северной Англии.
Поскольку во время основания Брюсом монастыря Гисборо в 1119 году ему были переданы 2 церкви в Харте и Стрэндоне (сейчас — Западный Хартпул), то Хартнесс Роберт должен был получить раньше этого года. В 1101 году Генрих I конфисковал земли даремского епископа Ранульфа Фламбарда, что создало временный вакуум власти в регионе. При этом епископ был достаточно быстро восстановлен в своей должности, сосредоточившись на администрировании Даремской епархии. Хотя Фламбард и примирился с новым английским королём, Генрих I осознавал угрозу своей власти в регионе, поэтому позаботился о том, чтобы любые земли в Дареме, находившиеся в королевской юрисдикции, попали в руки тех людей, которым он мог доверять. До 1100 года верховья Тиса уже находились в руках Баллиолов; после того как на южном берегу в нижнем течении Тиса обосновался Роберт, он стал очевидным кандидатом на охрану земель короны к северу от реки. В результате Брюс стал не только феодальным бароном Кливленда, но и бароном Хартнесса. Вместе его земли образовали достаточно монолитное владение, которое на севере было ограничено глубоким Иденским ущельем, крутым откосом холмов Кливленда на юге и бассейном реки Тис в центре. С высот Хартнесса, где располагались поместья Харт и Элвик, хорошо просматривалась речная долина, а с замка Скелтон — побережье. В результате Брюс имел хорошие возможности для наблюдения за уязвимым для нападений регионом.

### Союз с шотландским принцем Давидом
Вскоре после получения владений в Кливленде и Хартнессе Роберт получил новое поручение, которое открыло для него новые возможности и в итоге привело к распространению власти Брюсов дальше на север. Между 1108 и 1113 годами Роберт оказался в числе английских баронов, которые были выбраны для сопровождения шотландского принца Давида (будущего короля Давида I), стремившегося утвердить свою власть в землях к северу от Солуэя. К этому времени Роберт, вероятно, уже достаточно хорошо себя зарекомендовал, стабилизировав ситуацию в Кливленде; теперь он брал на себя ответственность за другой стратегически важный регион — Страттанан, или Аннандейл, располагавшийся на юго-западе Шотландского королевства. Многие исследователи рассматривают этот эпизод карьеры, не учитывая его достижений в Северной Англии, обращая внимание только на прибытие Брюсов в Шотландию, где они позже приобрели огромную известность. Однако, по мнению Рут Блейкли, получение Робертом Аннандейла следует рассматривать в контексте его службы королю Генриху I, который был движущей силой этого хитрого хода.
Победа Генриха I в битве при Теншбре в 1106 году дала ему временную передышку в Нормандии, позволив выделить больше людей для наведения порядка в Северной Англии. В январе 1107 года умер шотландский король Эдгар — ставленник Вильгельма II и брат жены Генриха I, который поддерживал с английским королевством мирные отношения. Существует предположение, что именно сотрудничество Эдгара с Генрихом I позволило последнему отложить планы, связанные с Северной Англией, пока он будет решать проблемы за Ла-Маншем. Отношения же английского короля с новым правителем Шотландии, Александром I, были не такими сердечными, хотя тот и был женат на одной из внебрачных дочерей Генриха I. Брак был заключён, вероятно, уже после вступления Александра I на престол, но так и остался бездетным. В результате вероятным наследником престола был Давид, младший брат шотландского короля. Он пользовался большим уважением Генриха I и по сути был одним из его «новых людей». Юный Давид, вероятно, вскоре после смерти родителей в 1093 году попал в английский двор и по воспитанию фактически принадлежал к норманнской культуре. Генрих I посвятил его в рыцари, а в 1114 году передал ему английское графство Хантингдон, женив на овдовевшей наследнице, Мод де Санлис. Однако до этого между 1108 и 1113 годами Давид вернулся в Шотландию, чтобы получить владения в Лотиане и утвердить свою власть в качестве принцепса в Юго-Западной Шотландии — части бывшего королевства Стратклайд (шотландской Камбрии). Хронист Элред Ривоский утверждал, что эти земли были завещаны Давиду королём Эдгаром, но не исключено, что они были объявлены его уделом в качестве ближайшего наследника короля. При этом Александр I отказался признавать права брата на эти владения, поскольку он, возможно, желал их сохранить под своим контролем до рождения наследника. Кроме того, шотландский король, вероятно, был обеспокоен тем влиянием, который Генрих I оказывал на Давида, из-за чего с подозрением относился к планам английского короля поддержать его брата. В то же время Генрих I, укрепивший своё положение в Нормандии, мог свободно проводить экспансионистскую политику на севере Англии, что не могло не беспокоить шотландского короля. Утвердившись в Карлайле, он уже вторгся в спорные земли, на которые шотландские короли имели такие же права, как и английские. Тот же факт, что Генрих I выдал одну из дочерей за Фергуса, лорда Галлоуэя, показывал, что его амбиции распространялись и на земли к северу от Солуэя. При этом поддержка законных прав Давида давала английскому королю повод утвердить в приграничном регионе к северу от Солуэя своих доверенных лиц, которые колонизируют его и обеспечат дополнительную защиту от вторжения шотландцев из Галлоуэя в английскую Камбрию, где в баронии с центром в Карлайле утвердился Ранульф ле Мешен.
Создание баз в английской и шотландской Камбрии было частью единой политики Генриха I на севере королевства. Ранульф ле Мешен охранял южные проходы Солуэя, разместив там своих арендаторов; в то же время Давид разместил на северных берегах Солуэя своих англо-нормандских последователей. Так, Найджел д’Обиньи получил баронии Кендал и Бёртон-ин-Лонсдейл к югу от Кембрийского горного массива, а Роберт де Брюс — Аннандейл в шотландской Камбрии. Все бароны, жившие по обе стороны Солуэя, в основном происходили из Западной Нормандии и границ Бретани — основного наследия Генриха I. По сути, Давид Шотландский был «шотландским маркграфом» английского короля, а его последователи прежде всего были вассалами Генриха I.
Из всех известных последователей Давида Шотландского только Брюс был главным арендатором Генриха I, остальные — субарендаторами или младшими сыновьями. Как подчёркивает историк Юдит Грин, отношения между Робертом и Давидом I были неразрывно связаны с их индивидуальными отношениями с Генрихом I. Высказывались предположения, что они были знакомы ещё с Нормандии. В качестве доказательства приводится информация о том, что Брюс передал церковь «Каркаревил» аббатству Святой Марии в Йорке для поминания души «графа Давида» и его родителей. Хотя возможно, что это дарение относится к более позднему периоду. Сама хартия не сохранилась, но в 1114 году её подтвердил сам Давид. Разные исследователи пытались идентифицировать Каркаревил с известными топонимами. В настоящее время самой распространённой является точка зрения, что имелся в виду Керкевиль около Шербура в нормандском Котантене. Однако Рут Блейкли предположила, что подтверждение дарения Роберта Давидом, скорее, свидетельствует о нахождении «Каркаревила» в Аннандейле или Камбрии. Шотландский историк Джеффри Бэрроу, пытавшийся объяснить, почему имя Давида отсутствует в английских источниках между 1108 и 1113 годами, считает, что шотландский принц провёл эти годы в Нормандии, где английский король мог ему предоставить какие-то владения. Блейкли указывает, что если эта гипотеза верна, то именно в этот период могли завязаться тесные отношения Роберта и Давида.
Очевидно, что Давид и Роберт общались при английском королевском дворе. В 1103 году шотландский принц заверил хартию Генриха I, по которой был осуществлён обмен земель Брюса. Роберт был старше и опытнее шотландского принца и, вероятно, был его наставником, когда тот впервые приехал в Шотландию. Это хорошо согласуется с той страстной речью Роберта, которую он произнёс перед Битвой штандартов 1138 года: в ней упоминается о помощи, которую Давид получил от «англичан и норманнов» не только тогда, когда он требовал своего наследства, в то время как его брат препятствовал этому, но и во время восстания и после его вступления на престол. Также на близкие отношения Брюса с Давидом указывает и предоставление первому стратегически важного Аннандейла. Кроме того, Роберт к 1114 году был одним из самых влиятельных соратников нового графа Хантингдона как в Англии, так и Шотландии, на что указывает первое место имени Брюса в качестве свидетеля в двух хартиях Давида, датированных 1114—1119 годами.
После появления при английском дворе в 1114 году имя Брюса до 1121 года исчезает из источников. Хотя часть этого времени Давид Шотландский пробыл во Франции, нет доказательств того, что Роберт сопровождал его. Вероятно, что часть этого времени он провёл в Северной Англии, где вместе с Ранульфом ле Мешеном, имя которого в течение большей части этого времени также отсутствует в королевских архивах, укреплял расширение королевской власти по обе стороны Солуэя.

## Англо-шотландский барон

### Получение владений в Шотландии
После того как Давид унаследовал шотландский престол, он в 1124 году пожаловал в лен Роберту Брюсу Аннандейл. Вероятно, это было сделано сразу после коронации, поскольку королевская хартия была выпущена в Скуне. Однако Роберт, вероятно, фактически был лордом Аннандейла и задолго до этого. В отличие от пожалования Давидом Селкерка, которое засвидетельствовали в основном коренные шотландцы, дарение Брюсу Аннандейла было полностью англо-нормандским делом, в результате чего все свидетели были последователями нового короля из Англии. Данные владения Роберта находились на территории исторического графства Дамфисшир и, согласно королевской хартии, ограничивались областями Донегал, Стратнит (Нитсдейл) и владениями Ранульфа ле Мешена в Камберленде. При этом в 1124 году Ранульф ле Мешен уже 4 года как отказался от Камберленда, унаследовав графство Честер после гибели в 1120 году своего кузена, но хартия указывает границу владений Роберта, как будто Ранульф ещё был владельцем тех земель. Исходя из этого, Рут Блейкли сделала вывод, что хартия 1124 года фактически является копией с более раннего документа, исправленной в некоторых местах, а её издание объясняется изменившимся статусом Давида, поскольку принятые ранее решения требовали подтверждения. В результате этого пожалования Роберт стал первым бароном, который был главным арендатором как английского, так и шотландского короля; эта двойственность положения сохранялась до самой его смерти. В итоге Брюсы стали одним из многочисленных баронских родов, владевших землями по обе стороны англо-шотландской границы и в значительной степени способствовавших стабильности региона и сплочённости Английского и Шотландского королевств. Замок Аннан, в то время главное укрепление Аннандейла, возможно, был передан Брюсу ранее, поскольку замки могли строить только «норманны».
По мнению Рут Блейкли, Роберт был не просто вассалом Давида в шотландской Камбрии, но и постоянным товарищем в Англии и Шотландии. Брюс достаточно часто выступал в качестве свидетеля хартий Давида. Несколько из них относятся к периоду, когда тот был графом, ещё 14 — после получения шотландской короны. При этом его нередко называли первым среди англо-французских баронов, поэтому Брюс, несомненно, был достаточно близок к шотландскому королю. При этом Роберт не получил никакой официальной должности в Шотландском королевстве, в отличие, например, от Гуго де Морвиля, другого частого свидетеля королевских хартий, получившего земли в Шотландии и позже ставшего констеблем. Вероятно, это связано с тем, что Брюс был главным арендатором английского короля; все англо-нормандцы, получившие должности при дворе Давида I, были или младшими сыновьями, или субарендаторами, не имевшими значительных владений в Англии, кроме как в пределах Хантингдона. По сути, Роберт де Брюс никак не зависел от шотландского короля и фактически был к нему передан от английского двора Генриха I, постоянно напоминая Давиду I о том, что тот сам является вассалом английского короля.
Пока между королевствами был мир, сохранявшийся во всё время правления Генриха I, каких-то противоречий между английскими и шотландскими обязательствами у Роберта, бывшего одновременно вассалом двух королей, не возникало. Деятельность Брюса в Юго-Западной Шотландии была продолжением того, чем он занимался в Северной Англии, поскольку интересы Генриха I и Давида I в Солуэе совпадали. Если шотландский король и был разочарован тем, что его английский сюзерен не предоставил ему графство Нортумбрия или не передал под контроль английскую и шотландскую Камбрию, он никак этого не проявлял до самой смерти Генриха I. Только в кризисный период 1121—1122 годов, когда при крушении Белого корабля погиб наследник английской короны, отношения между ними, возможно, были напряжёнными: при крушении погиб также граф Честер, его владения унаследовал Ранульф ле Мешен, отказавшийся от баронии Карлайл. Именно в этот период Генрих I, явно обеспокоенный претензиями Давида, совершил одну из редких поездок в Северную Англию, укрепив защиту Карлайла и разместив в двух замках (Алник и Варк) юстициариев. В это же время епископ Дарема построил замок Норем. В том же 1121 году через 2 месяца после крушения Белого корабля на второй брак Генриха I в Вестминстер приехали Давид и Роберт де Брюс, что дало королю возможность оценить их намерения и обеспечить лояльность, удерживая рядом с собой. Основания для подозрений у английского короля были: в Карлайле после отъезда Ранульфа ле Мешена образовался вакуум власти; Давид, по мнению современных исследователей, намеревался им воспользоваться, а Роберт в апреле 1121 года присутствовал на встрече с другими северными баронами в Дареме, которая, возможно, была связана с увеличившейся активностью шотландцев в регионе.
По мнению Рут Блейкли, именно двусмысленная позиция Роберта де Брюса в этот период привела Генриха I к решению внести информацию о его владениях в «Книгу Страшного суда», чтобы обеспечить его лояльность. Свидетельства 1123 года показывают, что в это время английский король сохранял доверие к Давиду, который в 1126 году стал первым мирянином, который принёс присягу его наследнице, императрице Матильде. Роберт также продолжал появляться при английском дворе, заверив несколько королевских хартий. В 1129 году он сопровождал Генриха I в Лион-ла-Форе, а на Пасху 1130 года — в Вудсток. Однако до конца правления Генриха I Роберт продолжал быть тесно связан с Давидом Шотландским.
Несмотря на тесные связи с шотландским принцем, требовавшие его присутствия в Шотландии, Роберт продолжал оставаться влиятельной фигурой в Северной Англии. Вероятно, около 1119 года Брюс основал в своих владениях в Кливленде августинский монастырь Гисборо, щедро наградив его 30 запашками земельных владений. Первым настоятелем он назначил своего брата Уильяма. В этом монастыре расположилась родовая усыпальница Брюсов. В эти же годы Роберт выдал замуж свою дочь за наследника баронии Мидлэм, сына йоркширского барона, родственника барона Ричмонда. По мнению Рут Блейкли, Брюс пытался таким образом закрепить свои семейные узы через браки и покровительство церкви. Хотя он, возможно, и приносил оммаж Давиду за предоставленные ему земли к северу от Солуэя, он продолжал оставаться вассалом Генриха I, считая себя в первую очередь англо-нормандским бароном в Северной Англии. Когда в 1138 году в Битве штандартов ему пришлось выбирать сторону, он поддержал английского короля. Роберт был счастлив служить Давиду, пока тот служил Генриху I; он признал Давида шотландским королём, ибо это было его наследием; Брюс был готов признать Давида или его сына в качестве графа Нортумберленда, который являлся вассалом короля Англии. Однако когда Давид пересёк Тис и стал угрожать Англии, Роберт стал ему противостоять. Джеффри Бэрроу отметил, что первого Брюса, ступившего на территорию Шотландии, норманна из Котантена, по существу стоит рассматривать в первую очередь как йоркширца.

### Смерть Генриха I и Битва штандартов
Ситуация изменилась после смерти Генриха I Английского в 1135 году, положившей конец дружеским отношениям между правителями двух стран и радикально изменившей ситуацию в англо-шотландском пограничье. При жизни Генриха Роберт мог без особых опасений приносить оммаж шотландскому королю за Аннандейл, не опасаясь за своё положение главного арендатора в Северной Англии, но воцарение Стефана Блуаского поставило его двойную лояльность под сомнение. Хотя Роберт в числе других английских баронов приносил присягу дочери короля, после смерти Генриха I он, как большинство других английских магнатов, признал Стефана королём. Он присутствовал в Йорке, когда новый английский король туда приехал, совершая турне по Северной Англии вскоре после коронации, а также сопровождал Стефана при осаде Эксетера.
Хотя Давид I первоначально де-факто был вынужден признать Стефана королём Англии, уже в 1137 году разорвал эти отношения, стремясь возобновить свои претензии на северные английские графства. Официально он якобы поддержал претензии на английский престол своей племянницы Матильды, дочери Генриха I, которой в своё время приносил клятву верности. В августе 1138 года его армия вторглась в Северную Англию, добравшись до Норталлертона, где её встретила английская армия Стефана. И в этот момент Роберту пришлось делать выбор: кому из двух королей сохранить верность.
Брюс был не единственным бароном, оказавшимся под таким выбором: кто-то принял сторону Стефана, кто-то Давида. Однако, по словам Элреда Ривоского, выбор Роберта был самым драматичным. Роберт, которому в то время, вероятно, было почти 70 лет, оставался последним из тех английских нормандских баронов, которые помогали Давиду в Юго-Западной Шотландии в начале XII века, а также был близким товарищем молодого принца. Поэтому именно он был послан к шотландскому королю, чтобы убедить его отступить. Брюс произнёс проникновенную речь, текст которой приводит Элред Ривоский, напоминая Давиду о том, что он прежде зависел от англичан и нормандцев. Хотя шотландский король был тронут, но Уильям Фиц-Дункан обвинил Брюса в измене, уговорив Давида сражаться. Тогда Роберт формально отказался соблюдать свою клятву верности шотландскому королю и «разорвал цепи верности», что произвело на современников большое впечатление, после чего уехал обратно к английскому королю.
В начавшейся после этого битве, которая вошла в историю под названием «Битвы штандартов», закончившейся поражением шотландской армии, Роберт сражался на стороне короля Стефана. На стороне англичан сражался и его старший сын Адам, в то время как второй сын, Роберт II, выбрал сторону шотландского короля. При этом семья Брюсов была не единственной, которую разделил этот конфликт.

## Последние годы, смерть и наследство

### Последние годы
Отказ Роберта от присяги Давиду I привело к конфискации у него Аннандейла, хотя в дальнейшем (возможно, во время подписания второго Даремского договора в 1139 году) его шотландские владения унаследовал Роберт II де Брюс. Хотя случаи, когда отчуждаемые владения передавались другому члену семьи, не были редкими, в данном случае, по мнению Рут Блейкли, факт передачи Аннандейла сыну Роберта, а не другому арендатору, возможно, мог быть воспринят как жест примирения.
Существуют и более существенные доказательства примирения Брюса с шотландским королём. Роберт I вместе со вторым сыном, Робертом II, выступали в качестве свидетелей хартии Генриха, графа Хантингдона, сына Давида I, которая была издана между 1139 и 1142 годами в шотландском Селкирке. При этом имя Роберта I занимает первое место после имён Давида и Ады, жены Генриха. Этот факт свидетельствует о том, что в это время Брюс продолжал занимать при шотландском короле высокое положение. Также, по мнению Рут Блейкли, именно Роберт I был свидетелем некоторых хартий графа Генриха и Давида I, которые были изданы в 1139—1142 годах, в то время как шотландский историк Арчибальд Дункан предполагал, что свидетелем выступал Роберт II. Доказательством своей идентификации Блейкли считает отсутствие в хартиях именования Роберта Младшим («le meschin»), с которым он упоминается в хартии 1136 года. Также исследовательница считает, что Роберт II мог быть одним из товарищей графа Генриха и мог быть передан шотландскому королю на попечение незадолго до Битвы штандартов. Также, по её мнению, решив поддержать короля Стефана, Роберт I предостерёг от этого шага второго сына, подготовив ему возможность унаследовать шотландские владения Брюсов.
Подписание второго Даремского договора в 1139 году облегчило Роберту примирение с Давидом I и улучшило его положение. После того как Стефан Блуаский признал за Генрихом, сыном шотландского короля, титул графа Нортумберленда, у Брюса не было оснований быть нелояльным к английскому королю, поддерживая шотландцев к северу от Тиса, где он сохранял Хартнесс. Кроме того, в этот период Стефан «фактически отказался от северян», которые всё больше обращались к Давиду I. Именно поэтому Уильям Комин при поддержке шотландского короля, канцлером которого он был, весной 1141 года смог стать епископом Дарема, что привело семью Брюсов к очередной дилемме лояльности. В итоге Роберт поддержал Комина: в списке сторонников нового епископа он указан на втором месте после Юстаса Фиц-Джона. Поддержка Комина указывает на то, что Брюс в этот период сохранял лояльность Давиду I. Рут Блейкли считает, что подобным образом Роберт мог защитить свои владения, поскольку земли в Хартнессе находились в составе графства Нортумберленд, и шотландский король мог их контролировать через сына. При этом йоркширские поместья епископа Дарема в Норталентоне также примыкали к поместьям Брюса в Кливленде, поэтому было безопаснее поддержать епископа, поскольку была вероятность того, что Дарем также окажется под контролем Давида I. Также в этот период в противостоянии Стефана и Матильды перевес оказался на стороне последней: Давид и Комин отправились на помощь к Матильде, а король Стефан был разбит в битве при Линкольне, после чего была высока вероятность, что именно Матильда станет править Англией и будет поддерживать протеже своего дяди.
Хотя некоторые исследователи пытались отождествить этого Роберта де Брюса с Робертом II, сыном Роберта I, но, по мнению Рут Блейкли, Роберт II был ещё слишком молод, чтобы обладать подобным авторитетом: все указанные в списке бароны были достаточно зрелыми и опытными, подобным же авторитетом мог обладать только Роберт Старший. Ещё одним доказательством того, что именно Роберт I, а не его одноимённый сын, поддерживал Комина, является тот факт, что в 1143 году, когда Роберт I уже умер, Роберт II не участвовал от имени Давида I (который в это время отказался поддерживать эгоистичную политику своего канцлера) в переговорах с Комином, в отличие от остальных баронов, ранее указанных в числе сторонников епископа; место Брюса занял другой барон. Рут Блейкли считает, что смерть Роберта I прекратила участие его семьи в этих делах.

### Смерть и наследство
Семейная хроника Брюсов, которая была создана в XIV веке, указывает, что Роберт умер 11 мая 1141 года. Однако она не особо надёжна, когда указывает даты. Более достоверной является хроника Иоанна Гексемского, по сообщению которого Роберт умер в Пасху 1142 года. На основании этого автор «Оксфордской биографической энциклопедии» указывает в качестве даты смерти Роберта 11 мая 1142 года.
После смерти Роберта де Брюса его владения были разделены между двумя сыновьями. Старший, Адам I, получил баронию Скелтон в Йоркшире, став родоначальником Скелтонской ветви Брюсов. Также он, по мнению исследователей, унаследовал владения Брюсов в Нормандии, поскольку через 2 года после смерти отца старший Брюс подтвердил дарение церквей и часовен, связанных с находящимся в его родовых владениях монастырём Ла Люмьер, аббатству Сен-Совер-де-Виконт. Второй сын, Роберт (II), в последние годы жизни отца владевший Аннандейлом, получил часть поместий в Йоркшире, а также Харт и Хартнесс в Дареме; он стал родоначальником шотландской линии, из которой происходил ставший в 1306 году шотландским королём Роберт I Брюс.

## Семья и дети
Жена: Агнесса. О ней мало что известно, кроме имени, которое упоминается вместе с именем Роберта в хартиях о дарениях, сделанных монастырям в Гисборо, Йорке и Уитби. Кроме того, она передала собственное поместье Карлтон в Камблесфорте монастырю Гисборо. Последнее дарение дало основание некоторым исследователям считать её дочерью Ральфа Пейнела, которому принадлежал Камблесфорт, однако эту версию опроверг историк и генеалог Уильям Фаррер. Сам он изначально придерживался версии, что Агнесса была дочерью Джеффри Байнарда, шерифа Йоркшира, хотя в итоге от неё отказался, выдвинув другую теорию, по которой Агнесса была наследницей Ричарда де Сурдеваля. Эта версия происхождения жены Роберта поддерживается рядом исследователей и основана на том факте, что в хартии о дарении поместий, ранее принадлежавших Сурдевалю, монастырю Гисборо имя Агнессы связано с именем не только мужа, но и сына Адама, который назван «наш наследник», что, по мнению Рут Блейкли, может указывать на тот факт, что они принадлежали именно Агнессе.
Дети:
- Адам I де Брюс (ум. 1143), лорд Скелтон. Его потомки носили титул феодальных баронов Скелтона до 1271 года[5].
- Роберт II де Брюс (после 1120—1194), 2-й лорд Аннандейл с 1142, родоначальник шотландской ветви Брюсов. Его потомком был король Шотландии Роберт I Брюс[5][19][21].

Возможно, также, что дочерью Роберта I была Агата, жена  Ральфа Фиц-Рибальда, которая в некоторых источниках называется дочерью Роберта II.